# Hanna Scholz
Hanna Scholz (Lennestadt, 5 juli 1992) is een Duitse actrice en presentatrice. 
Scholz groeide op in Wirme, een stadsdeel van de gemeente Kirchhundem. Ze bezocht de Arturo acteerschool in Keulen van januari 2011 tot februari 2012.
Ze verscheen van 2012 tot 2014 als Victoria von Lippstein in de Nickelodeon-Studio 100 televisieserie Hotel 13. Sinds 2014 is ze een lokvogel in het ARD-programma Verstehen Sie Spaß?!.
In 2017 won Scholz de casting VIVA sucht dich! van de muziekzender VIVA en won van 300 andere kandidaten. Van augustus 2017 tot de opheffing van de zender presenteerde ze de VIVA Top 100. Scholz stapte daarna over naar MTV Germany als presentatrice. Ze verliet de zender in 2019.

## Filmografie
- 2012–2014: Hotel 13 (televisieserie)
- 2014: Zwischen den Stühlen (FH-korte film)
- 2014: Erbsenjagd (korte film)
- 2014, 2019, 2021, 2022, 2023, 2024: Verstehen Sie Spaß? (televisieshow)
- 2015: Comedy Calls
- 2015: Aktenzeichen XY … ungelöst (televisieserie)
- 2015: SOKO München (televisieserie)
- 2017: VIVA Top 100 (televisieshow)
- 2019: Falkenberg – Mord im Internat? (televisieserie)
- 2019: Janine – Mein Platz im Leben (miniserie)
- 2021: Familie Bundschuh – Woanders ist es auch nicht ruhiger (televisieserie)
- 2024: Das Küstenrevier (televisieserie)

## Hoorspel
- 2023: Forever Club (mystery-hoorspel-podcast)